# Conseil suprême (Kirghizistan)
7e législature
Maison-Blanche
Le Conseil suprême (en kirghize : Жогорку Кеңеш, Joğorku Keñeş ; nom également utilisé en russe) est l'organe législatif monocaméral du Kirghizistan.
Il est composé de 90 membres, élus selon un système mixte dont 54 au scrutin proportionnel plurinominal et 36 au scrutin uninominal majoritaire à un tour, pour un mandat de cinq ans.

## Système électoral

### Depuis 2021

La Maison-Blanche à Bichkek, siège de la présidence de la République et du Conseil suprême.

Le Conseil suprême est composé de 90 sièges pourvus pour cinq ans selon un mode de scrutin parallèle. Sur ce total, 36 sièges sont ainsi pourvus au scrutin uninominal majoritaire à un tour dans autant de circonscriptions. Les électeurs votent pour un candidat dans leur circonscription, et le candidat arrivé en tête est déclaré élu.
Les 54 sièges restants sont pourvus au scrutin proportionnel plurinominal avec listes ouvertes et seuil électoral de 5 % dans une unique circonscription nationale, auquel s'ajoute un seuil de 0,5 % dans chacune des sept provinces du pays ainsi que dans les deux villes à statut spécial du pays, Bichkek et Och. Les électeurs ont la possibilité d'effectuer un vote préférentiel pour un candidat de leur choix dans leur liste afin de faire monter sa place dans celle-ci.
Après décomptes des voix, les sièges sont répartis entre tous les partis ayant franchi le seuil électoral, mais avec une limite maximum par parti fixée à la moitié des sièges à pourvoir à la proportionnelle, soit 27 sièges. Un quota de 30 % des sièges sont en premier lieu attribués aux femmes, puis les 70 % restants aux hommes. Dans les deux cas, les sièges sont attribués par ordre décroissant des votes préférentiels obtenus par les candidats en leurs noms. La répartition des sièges à la proportionnelle n'est pas faite de manière à compenser le décalage entre les parts des voix des électeurs et celles des sièges obtenus par l'autre moitié, mais s'additionne simplement à celle-ci, donnant au scrutin une forte tendance majoritaire.

### Historique
Avant les élections législatives de 2021, le Conseil suprême est composé de 120 sièges pourvus pour cinq ans au scrutin proportionnel plurinominal dans une unique circonscription nationale. Le vote a lieu via des listes fermées, avec un seuil électoral de 7 % des suffrages exprimés au niveau national, auquel s'ajoutait un seuil de 0,7 % dans chacune des sept provinces du pays ainsi que dans les deux villes à statut spécial du pays, Bichkek et Och. À la suite d'une révision de la loi électorale en 2017, le seuil électoral est porté de 7 à 9 % au niveau national, avant d'être rétabli à 7 % par une nouvelle réforme courant 2020,,.
Le système électoral possède alors la particularité de plafonner à 65 sièges le total que peut obtenir un parti, quel que soit ses résultats en part des voix. Chaque liste doit présenter au moins 30 % de candidats de chacun des deux sexes, 15 % de moins de 35 ans, 15 % de candidats issus des minorités ethniques et au moins deux personnes handicapées.